# Iván Mazepa
Iván Stepánovich Mazepa (en ucraniano: Іван Степанович Мазепа. 20 de marzo de 1639 - 28 de agosto de 1709) fue un noble cosaco que luchó por restablecer la independencia política y militar de Ucrania frente al dominio del Zarato moscovita, atamán del Hetmanato cosaco.

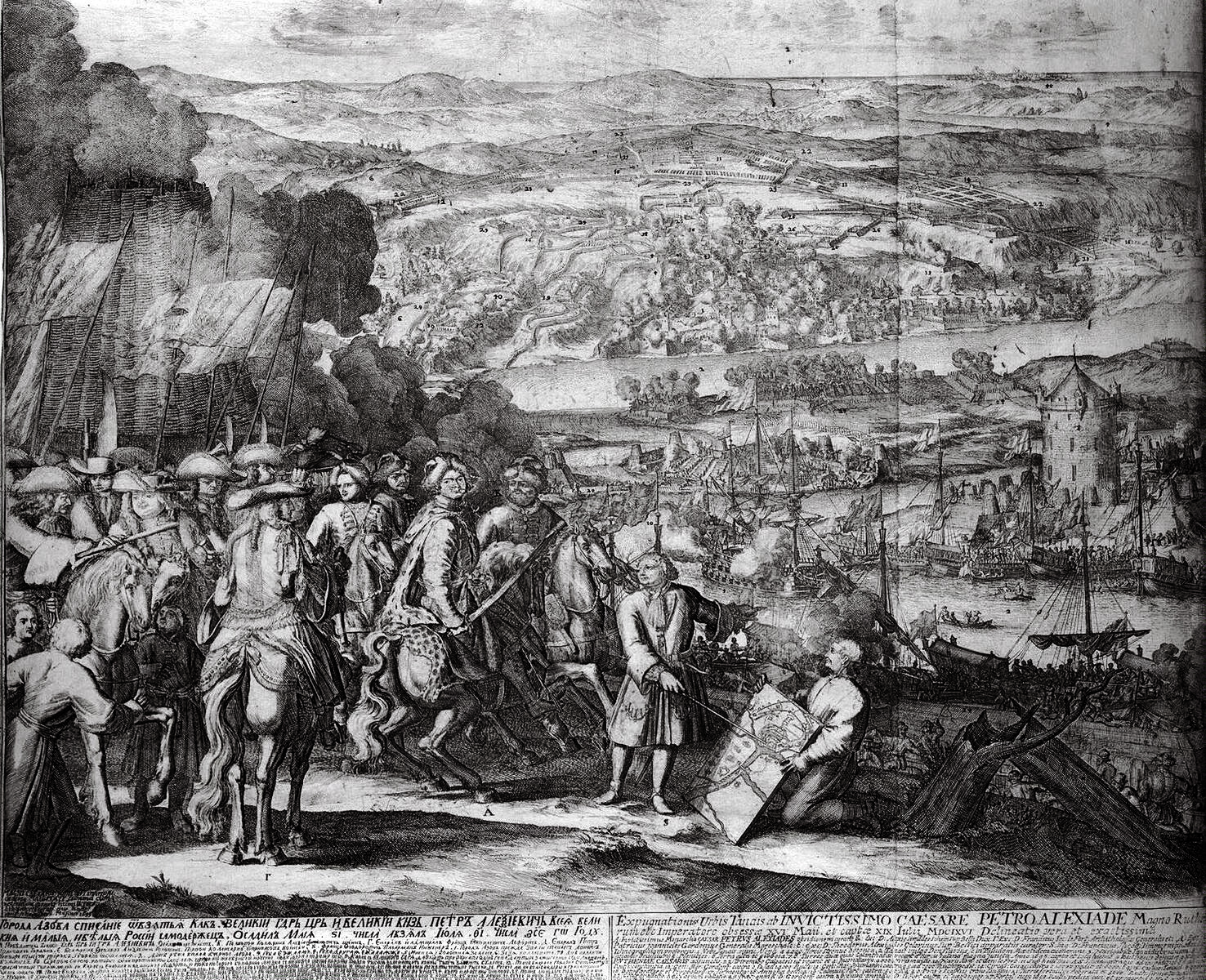
Toma de Azov.

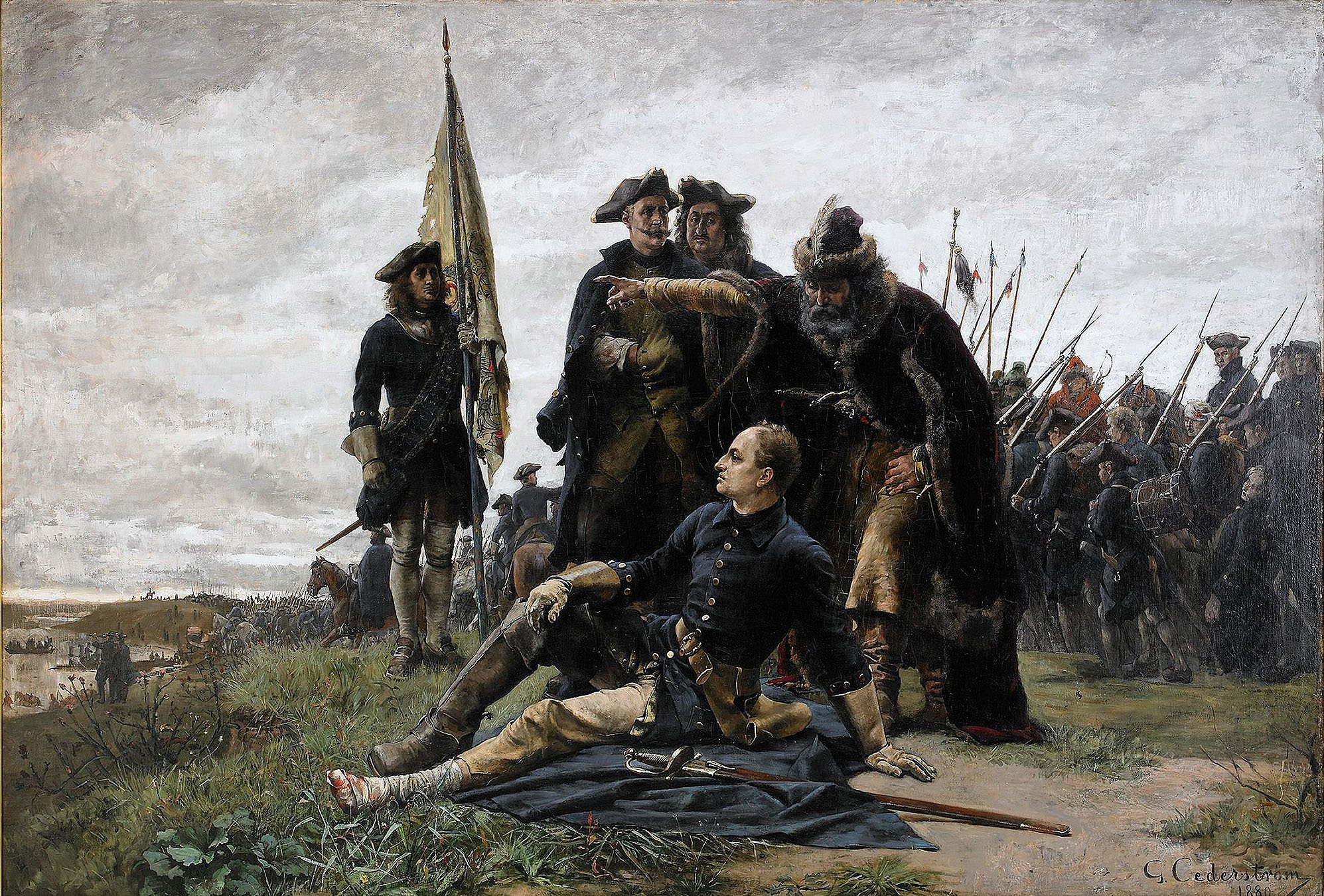
Carlos XII e Iván Mazepa tras la batalla de Poltava.

En 1687, como resultado de los Acuerdos de Kolómak (en ucraniano: Коломацькі статті), Grigori Samoylóvych, hijo de Iván Samoylóvych, fue asesinado e Iván Mazepa fue elegido atamán de Ucrania de la Margen Izquierda, terminando el período de la Ruina. 
Mazepa firmó los Acuerdos de Kolómak, que limitaban su poder y fortalecía la presencia de Moscú en el Hetmanato. Mazepa era amigo cercano del zar ruso Pedro I, lo ayudó a capturar la fortaleza turca de Azov y obtener acceso al Mar Negro. En 1697, el elector sajón Federico Augusto fue elegido rey de la República de las Dos Naciones con el nombre de Augusto II. Al año siguiente, en un encuentro personal en Rava-Ruska, involucró a Pedro I en la guerra con Suecia.
En 1700, comienza la Gran Guerra del Norte. En julio de 1701, el rey Carlos XII de Suecia derrotó al ejército sajón-moscovita en Dviná occidental e invadió Lituania. Los magnates más ricos de Sapieha se pusieron del lado de Suecia. En mayo de 1702, Varsovia fue capturada y se formó una confederación sueca, que destronó a Augusto II y eligió rey a Estanislao I Leszczynski, tras lo cual estalló una guerra civil en el país. Entre 1702 y 1704, los cosacos, dirigidos por Semén Palíy, tomaron el Margen Derecho y reforzaron sus posiciones. En 1704, Iván Mazepa reprimió el levantamiento y anexó estas tierras a sus posesiones. Durante la guerra, los ucranianos fueron enviados a trabajos forzados, obligados a mantener tropas estacionadas, sin brindarse asistencia militar mutua en virtud de los Acuerdos de Kolómak, lo que provocó la indignación entre los cosacos. En 1708, el rey sueco y su ejército comenzaron a trasladarse al Hetmanato, por lo que Mazepa decidió forjar una nueva alianza con Suecia, bajo la cual se formó el principado ucraniano. El Hetman fue apoyado por los cosacos en esta decisión. Por esto, Pedro I ordenó la destrucción de la capital del Hetmanato, Baturyn e impuso un anatema eclesiástico en Mazepa. Los cosacos, leales al zar, eligieron como Hetman a Iván Skoropadsky, quien firmó el tratado de Reshetýliv. En la batalla decisiva de Poltava en 1709, el ejército sueco-cosaco perdió ante Moscú y la Pequeña Rusia. Iván Mazepa y Carlos XII se retiraron a Bender en el Imperio Otomano y 23 000 soldados del ejército sueco capitularon.
Después de la muerte de Mazepa en 1711, los cosacos eligieron un nuevo Hetman, Pylyp Órlyk, quien formó con los cosacos la primera constitución ucraniana, según la cual el poder se dividía en tres poderes independientes: ejecutivo (presidente encabezado por el Hetman), legislativo (consejo general) y judicial. En el mismo año, en alianza con el rey sueco, el Imperio Otomano y el Kanato de Crimea, realizó una campaña fallida en la Margen Derecha. Como resultado, el gobierno ruso en 1711-1713 llevó a cabo una nueva deportación , reubicando por la fuerza hasta 200 000 personas de la orilla derecha a la orilla izquierda de Ucrania, todos los regimientos de la orilla derecha fueron liquidados y la mayoría de las casas fueron destruidas. De acuerdo con el Tratado de Paz de Prut y el Acuerdo de Adrianópolis, el estado de Moscú renunció a sus reclamos sobre el Margen Derecho de Ucrania y reconoció la jurisdicción turca sobre Zaporizha.

## Familia
Ivan Stepanovich Mazepa nació el 20 de marzo de 1639 en el pueblo de Mazepincha, región de Kiev, en una familia ortodoxa perteneciente a la nobleza ucraniana. El pueblo de Mazepincha es considerado el lugar de nacimiento de los antepasados de Iván. Así, este pueblo fue donado por el rey polaco Segismundo II Agosto al bisabuelo de Ivan Mazepa, Nikolay Mazepa-Koledinski, para su servicio militar.
Se estima que el abuelo de Iván, Mikhail Mazepa, estaba al servicio del zar ruso, protegió las fronteras del sur de la Rusia zarista de las incursiones tártaras y, según algunas fuentes, murió en una de las batallas con los turcos en 1620. 
Su padre, Adam-Stepan Mazepa, era uno de los socios de Bogdan Khmelnytsky . Los boyardos rusos participaron en las conversaciones de Pereyaslav. Aunque Adam Mazepa, que no apoyó el acuerdo de Pereyaslav, participó en el establecimiento del Gran Imperio Ruso como parte de Rech Pospolita junto con Hetman Vygovski , no se lograron resultados. En 1662, el rey de Polonia lo nombró asistente del chasnik y trabajó en este puesto hasta su muerte.
Su madre, Marina Mokievskaya, era de antiguo linaje slyachta y ocupó puestos de liderazgo en el Regimiento cosaco de Kiev. En la monografía sobre Mazepa, se afirma que el padre y el hermano de Marina eran alférez jefe en el ejército de Khmelnytskyi y ambos murieron en batallas con los polacos. Después de la muerte de su marido, escondida bajo el nombre de María, trabajó como directora del monasterio de Kiev-Pechora y abad del monasterio de mujeres de Glukhovsky.
A la edad de 65 años, Mazepa se enamora de Matryona, la hija de Vasily Kotsubey, su padrino. Pero según la regla canónica esto estaba prohibido. Por esta razón, no podían contraer matrimonio por la iglesia.

## Infancia
Nació en 1639 cerca de Bila Tserkva, luego parte de la Reino de Polonia, actualmente llamada República de las Dos Naciones, en una familia noble. Fue educado en la Academia Kiev-Mohyla, después estudió en un colegio jesuita en Varsovia, así como en el extranjero. En 1659, sirvió en el tribunal del rey polaco Juan II Casimiro Vasa.

## General cosaco
Entre 1669 y 1673, Mazepa estuvo bajo el mando del hetman de Ucrania del margen izquierdo Petró Doroshenko, y de 1674 a 1681 sirvió bajo el mando del hetman de Ucrania del margen derecho Iván Samoylóvych. Por su educación, Mazepa ascendió rápidamente en las filas cosacas y entre 1682 y 1686 sirvió como Yesaúl general.

## Atamán
En 1687, Iván Mazepa acusó a Samoylóvych de conspirar para independizarse de Rusia, logró su derrocamiento y fue elegido atamán del Ucrania del margen izquierdo, con la ayuda de Vasili Vasílievich Golitsin, del gobierno de Moscú.
Gradualmente Mazepa acumuló grandes riquezas, convirtiéndose en uno de los terratenientes más grandes de Europa. Durante su gobierno se construyeron multitud de iglesias por toda Ucrania, en el llamado estilo barroco ucraniano. Amplió la academia de Kiev-Mohyla, la institución educativa primaria de Ucrania en ese entonces, para acomodar a 2.000 estudiantes, y fundó escuelas e imprentas. Muchos cosacos, sin embargo, se sentían cada vez más frustrados por las reglas represivas y autoritarias de la nobleza del Hetmanato cosaco. Se produjeron varias sublevaciones contra estas reglas, que comenzaron en la Sich de Zaporozhia, pero fracasaron.
En 1702, los cosacos de Ucrania del margen derecho, bajo dirección del atamán Semén Palíy, comenzaron una sublevación contra Polonia, que después de tempranos éxitos fue derrotada. Mazepa convenció al zar ruso Pedro I de Rusia para que le permitiera intervenir, lo que hizo con éxito, asumiendo el control de partes importantes de Ucrania del margen derecho, mientras que Polonia fue debilitada por la invasión de rey sueco Carlos XII. Temiendo la fama de Palíy, Mazepa lo desterró a Siberia.

### Con Pedro I y la Gran Guerra del Norte

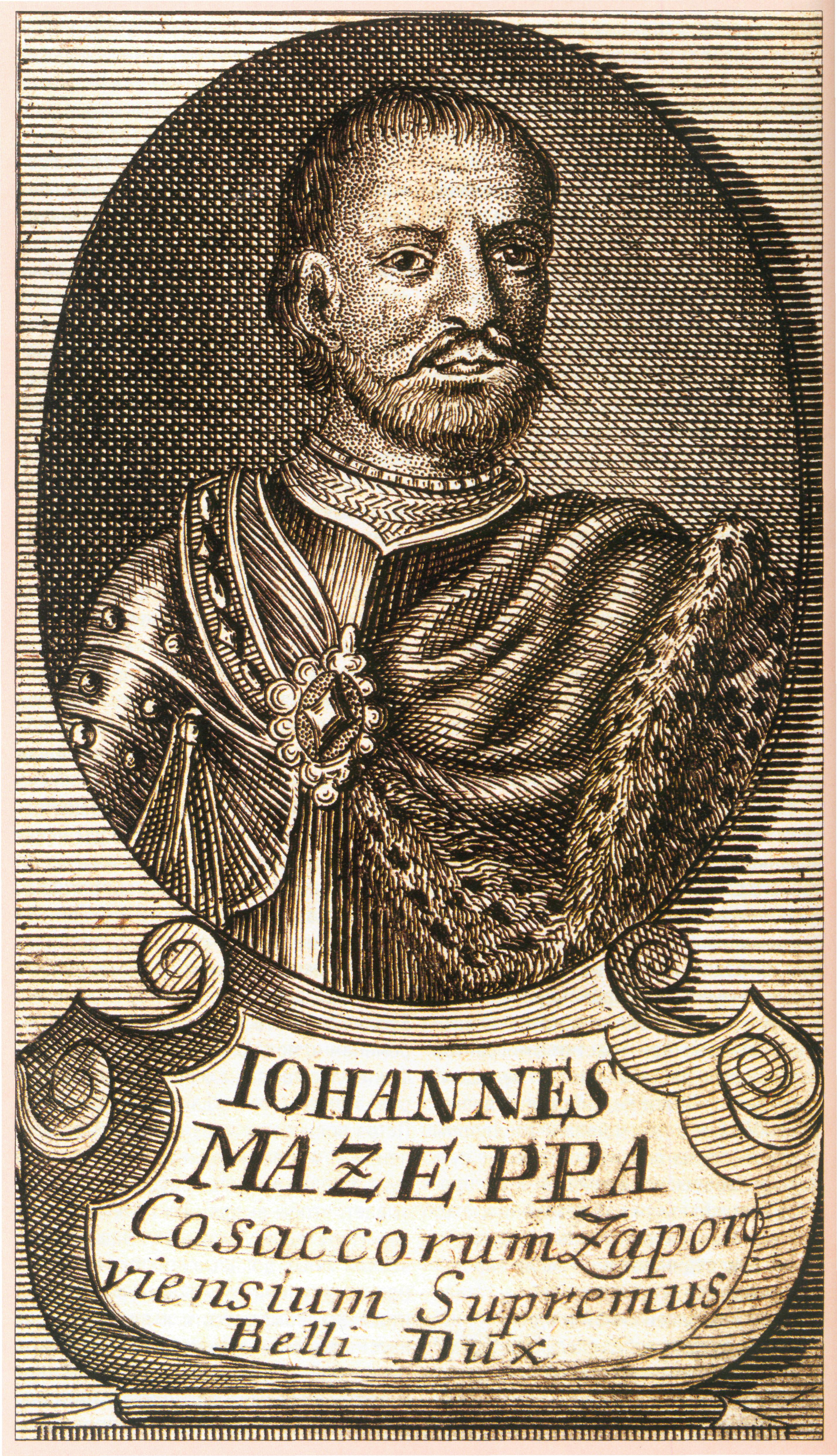
El gran hetmán de los cosacos, Iván Mazepa, grabado de principios del

En 1689, el joven y enérgico Pedro I ascendió al trono ruso. Mazepa tiene que usar su habilidad para sorprender al pueblo con gran autoridad. El anciano hetman asesoraba constantemente al joven monarca en asuntos relacionados con Polonia y, con el tiempo, se desarrolló entre ellos una estrecha amistad. En la década de 1690, reprimió una rebelión en el sur provocada por el cosaco Zaporogye Petrik Ivanenko.  El papelero Petrik Ivanenko se casó con la sobrina del escriba jefe Vasily Kotsubey. En 1691-1692, los cosacos se levantaron simultáneamente contra el hetman Mazepa y las autoridades rusas. Ivanenko, un verdadero samostiynik (partidario del movimiento nacional que exigía la separación de Ucrania de Rusia en el siglo XVII), estaba en contra de cualquier gobierno extranjero, incluidos los polacos. Sin embargo, no puede atraer a su lado a los cosacos de Zaporozhye. Con un pequeño grupo de tártaros y cosacos, entra en Malorusia (el nombre histórico de las regiones ubicadas en Europa del Este, que cae dentro del territorio de la Ucrania moderna) desde Crimea.
Al inicio del siglo XVIII, por los reveses sufridos por el Imperio ruso en la Gran Guerra del Norte, el zar Pedro I de Rusia decidió reformar su ejército y centralizar el control sobre su reino. En la opinión de Mazepa, la consolidación de Rusia podía poner en riesgo la amplia autonomía concedida al Atamanato cosaco por el Tratado de Pereyáslav. Las exigencias para reforzar el control sobre los cosacos incluían la obligación de hacerlos luchar en cualquiera de las guerras de los zares, en lugar de defender sus propias tierras contra enemigos regionales, como se había convenido en el tratado. Las fuerzas cosacas tuvieron que luchar en guerras distantes en Livonia y Lituania, en vez de proteger sus propios hogares contra los tártaros y los polacos. Sin equipamiento ni entrenamiento para combatir en igualdad contra los ejércitos europeos modernos, los cosacos sufrieron grandes pérdidas y su moral decayó, pues además sus comandantes eran rusos y alemanes, que a menudo menospreciaban las vidas y capacidades militares de los cosacos. La población de Ucrania tuvo que soportar la presencia del ejército ruso, que fue acusado de comportamiento irrespetuoso y de saqueo en las ciudades ucranianas en donde se había instalado. El mismo Mazepa sintió la presión rusa para substituirlo por uno de los numerosos generales extranjeros del ejército ruso, o por un ruso.
A pesar de que también se le unieron partidarios del pueblo llano, tan pronto como pusieron un pie en las ciudades fronterizas de Malorusa, los tártaros, asombrados por la cantidad de efectivos del ejército de Mazepa, regresaron a Crimea. Petrik regresa con ellos, tras lo cual hace  varios intentos de rebelarse. Los soldados de Mazepa fueron asesinados en 1696. Según algunas fuentes, Petrik vivió en el palacio principesco de Moldavia hasta 1708.
Mazepa participó en ambas campañas de Pedro el Grande a Azov.
El 8 de febrero de 1700, Mazepa fue el segundo caballero en recibir la Orden del Santo Apóstol Andréi Pervozvanny (Federación de Rusia) creada por Pedro I. Piotr creó al atamán "por sus muchos años de servicio militar y su diligente servicio". Sin embargo, Mazepa fue privado de la orden el 6 de noviembre de 1708 después de traicionarlo y pasarse al lado sueco.
Mazepa ayudó a Pedro I cuando comenzó la Guerra del Norte.
En 1704 Mazepa aprovechando la rebelión contra [Rech Pospolita] y la invasión de tropas suecas a Polonia y habiendo capturado Ucrania, le ofreció repetidamente a Pedro I agregar este territorio a las tierras de las tropas zaristas de Su Majestad, pero Pedro I se negó. En caso de acuerdo, habría violado los términos de la Paz eterna concluidos en 1686.
En 1705 participó en la marcha hacia la histórica provincia de Volyn para ayudar a Augusto el Fuerte, aliado de Pedro. El 1 de noviembre de 1705 se le concedió la Orden del Águila Blanca (Polonia). En 1706 tuvo lugar en Kiev un encuentro entre Pedro y Mazepa. Durante la reunión, Mazepa admite que llevará a cabo la construcción de la fortaleza de Pechora, cuyos cimientos puso Pedro.
En 20 años, Mazepa se convirtió en uno de los hombres más ricos no sólo de Malorsia, sino también de Rusia. Poseía 19.654 propiedades en Ucrania y 4.117 propiedades en el sur de Rusia (con una población total de 100.000 personas).
Hasta nuestros días ha llegado la declaración hecha por Mazepa el 17 de septiembre de 1707: "Incluso si tengo la última necesidad más extrema, no cambiaré mi lealtad a la majestad del zar: "Esto sólo puede suceder cuando Su". Su Alteza el zar no puede proteger no sólo a Ucrania, sino también a todo el país del ataque [de Suecia]". En 1707 no fue invitado a la asamblea militar celebrada en Jolkva. Durante la reunión se discutió la limitación de la autonomía de Malarussia y la libertad de circulación. Getman llevaría a cabo su plan de traición en su "última necesidad", cuando estaba seguro de que Peter I perdería la guerra. La ilusión invencible del ejército de Carlos XII le impidió elegir una llanura.

### Cambio de bando
La gota que derramó el vaso en su relación con el zar Pedro I fue el rechazo de éste a su petición de defender Ucrania del rey polaco Estanislao I Leszczynski, aliado de Carlos XII de Suecia, que amenazó con atacar al Hetmanato cosaco en 1708. Pedro I lo hizo porque esperaba un ataque del rey Carlos XII y decidió que él necesitaría todas sus tropas. En la opinión de Mazepa, esto violaba evidentemente el Tratado de Pereyáslav, puesto que Rusia rechazó proteger el territorio de Ucrania, apropiándose de ellos. Cuando los ejércitos sueco y polaco avanzaron hacia Ucrania, Mazepa se alió con ellos el 28 de octubre de 1708. Solo cerca de 3.000 cosacos lo siguieron, mientras que los otros continuaron siendo leales al zar. Esto se debía en parte a la propaganda de los clérigos ortodoxos en favor del zar. El ejército ruso, sin embargo, buscó su venganza destruyendo la capital cosaca de Baturyn, matando a la guarnición que la defendía y a toda su población, atando a los cosacos muertos en cruces y llevándolos de esta forma en una flota del ejército ruso que navegó por el río Dniéper al Mar Negro con la intención de atemorizar a las personas leales a Mazepa que vivían a lo largo del río.
Los cosacos que no estaban del lado de Mazepa eligieron a un nuevo atamán, Iván Skoropadsky, el 11 de noviembre de 1708. El miedo de otras represalias y la suspicacia hacia los suecos (los nuevos aliados de Mazepa) evitaron que la mayoría de la población de Ucrania se le uniera. Curiosamente, la única ayuda significativa que obtuvo, vino del Sich de Zaporozhia, que a pesar de haber tenido desacuerdos con el atamán en el pasado, lo consideró a él y a la nobleza que representaba de menor peligro que al zar. El apoyo a Mazepa le costó caro a los cosacos del Sich. El Sich fue destruido por el ejército zarista en 1709, publicándose además un decreto que permitía ejecutar a cualquier cosaco activo de Zaporozhia.

## La batalla decisiva
Los ejércitos rusos y suecos estuvieron en maniobras la primera mitad de 1709, buscando una posición ventajosa para la gran batalla que se veía venir, al mismo tiempo que trataban de asegurarse el apoyo de la población local. Finalmente en el mes de junio, los ejércitos se enfrentaron en la Batalla de Poltava, que fue ganada por los rusos, poniendo de este modo fin a las esperanzas de Mazepa de transferir el control de Ucrania al reino sueco, el que a su vez le había prometido la independencia en un tratado previo. Derrotado, huyó al Imperio otomano, junto con Carlos XII a la fortaleza de Bender, donde moriría un tiempo después.

## Iván Mazepa en la cultura
- Iván Mazepa es el héroe titular de varias obras literarias y musicales. Inspiró a Lord Byron, Víctor Hugo, Alexander Pushkin, Franz Liszt, Piotr I. Chaikovsky y Juliusz Słowacki, entre otros.